# فيليب بندلتون بربور
فيليب بندلتون بربور (بالإنجليزية: Philip Pendleton Barbour) (25 مايو 1783 – 25 فبراير 1841) هو الرئيس العاشر لمجلس نواب الولايات المتحدة والقاضي المُشارك في المحكمة العليا للولايات المتحدة. ويُعتبر الفرد الوحيد الذي عمل في كلا المنصبين.
وُلد فيليب بندلتون بربور في غوردورنسفيل بولاية فرجينيا، وقد أسس مهنة قانونية في غوردورنسفيل بعد دراسته في كلية وليام وماري. شغل العديد من أفراد عائلة بربور مناصب سياسية بارزة، بمن فيهم جيمس بربور حاكم ولاية فرجينيا. فاز بربور في انتخابات مجلس النواب لعام 1814 بصفته عضوًا في الحزب الجمهوري الديمقراطي، وخدم بصفته رئيسًا لمدة ولاية واحدة من عام 1821 وحتى عام 1823، بل رفض طلب إعادة انتخابه للكونغرس في عام 1824، ثم عاد في عام 1827 إلى الكونغرس حليفًا لأندرو جاكسون.
خدم بربور في الكونغرس حتى عام 1830، حين قبِل تعيينه قاضيًا في محكمة الولايات المتحدة الأمريكية النيابية لمنطقة فرجينيا الشرقية. عيّن الرئيس جاكسون بربور في المحكمة العليا في عام 1835 لملء الشاغر الناتج عن استقالة غابرييل دوفال في عام 1835 (من 6 ديسمبر عام 1752 إلى 6 مارس عام 1844)، إذ خدم بربور في المحكمة حتى وفاته في عام 1841. أيد بربور خلال عمله في المحكمة مبادئ جاكسون وحقوق الولايات عمومًا.

## النشأة والحياة الأُسرية
وُلد فيليب بندلتون بربور بالقرب من غوردورنسفيل في مقاطعة أورانج في فرجينيا، ابنًا للمزارع توماس بربور، الذي كان مُشرّعًا وجارًا وراعيًا سياسيًا مُبكرًا لجيمس ماديسون. سُمي على اسم سَلَفه فيليب بندلتون، والذي قاربَ من خلاله السياسي والقاضي إدموند بندلتون.
كانت هذه العائلة واحدة من العائلات الأولى التي سكنت في ولاية فرجينيا، وقد انحدرت من تاجر اسكتلندي تزوج من مِس تاليافيرو، واستقر معها في مقاطعة كلبيبر في فرجينيا.
التحق فيليب بالمدارس العامة والخاصة مثل أخيه جيمس باربر قبل البدء في الدراسات القانونية الرسمية في ظل قاضي فرجينيا سانت جورج تاكر في ويليامزبرغ في فرجينيا، ولكنه غادر في عام 1799 نتيجةً لظروفه المالية السيئة.
سُرعان ما انتقل فيليب إلى كنتاكي ليجمع ثروته، حيث قُبل في نقابة المحامين بعد عام من دراسته للقانون، وبدأ في ممارسة المحاماة في باردستاون. أقنعه أصدقائه بعد مرور عام بالعودة إلى فرجينيا واستئناف دراسته في كلية وليام وماري، ولذلك بدأ في عام 1802 بممارسة المحاماة بالقرب من منزل عائلته في غوردورنسفيل.
تزوج بربور في عام 1804 من ابنة المزارع المحلي فرانسيس جونسون، وحصلا على ابن واحد أطلقوا عليه اسم سيكستوس بربور.

## الحياة المهنية السياسية المبكرة
مارس بربور القانون لمدة ثماني سنوات قبل أن يبدأ حياته العامة بصفته عضوًا في مجلس نواب فرجينيا من عام 1812 وحتى عام 1814، وقد فاز في الانتخابات الخاصة ليشغل مقعد الممثل الأمريكي جون داوسون بعد وفاته، وخدم في مجلس النواب الأمريكي بصفته عضوًا في الحزب الجمهوري الديمقراطي في الفترة الممتدة من 19 سبتمبر عام 1814 وحتى 4 مارس عام 1825، إذ وصل إلى منصب رئيس البرلمان وشغله في الفترة الممتدة من عام 1821 وحتى 1823.
شهدت الأمة في دخول بربور في السياسة تحولًا في السيادة، إذ بدأ نشطاء حقوق الدولة السابقة مثل الرئيس الحالي جيمس ماديسون، وزعماء فرجينيا هنري كلاي وأخيه السناتور جيمس بربور، بدعم السياسات ذات النزعة القومية.
بقي بربور طوال فترة التحول في السلطة داعيًا قويًا لمبادئ جفرسون «الجمهوري القديم» الداعمة لحقوق الولايات والحفاظ على البناء الصارم للدستور.

### فترة الولاية الأولى في الكونغرس
اشتهر بربور بسياسته الدستورية المحافِظة بالتزامن مع معارضته لمشروع قانون المكافآت لعام 1817. سمح مشروع القانون بالتمويل الاتحادي لمشاريع التحسين الداخلي مثل بناء الطرق، كتلك التي تُبنى لتربط بوفالو في نيويورك بنيو أورليانز في لويزيانا عبر واشنطن.
عرض بربور المشاريع الداخلية الممولة اتحاديًا كالمشاريع التي تقع خارج نطاق صلاحيات الكونغرس، وبالتالي اعتُبرت غير دستورية وتقويضية لسياسة الدولة.
عرض بربور الولايات على أنها مجتمعات سياسية ذات سيادة مستقلة عن سلالة السياسة الشاملة وحرة في لانفصال عن الاتحاد، وذلك في حال انتهاك الحكومة الاتحادية لحقوق الولايات، وهي حجة قد استخدمها بربور عندما واجه القيود المفروضة على انضمام ميزوري إلى الاتحاد كولاية تحت العبودية.
أدت معارضته للقيود الوطنية المفروضة على الولايات المتعرضة للعبودية إلى إثارة شغفه بحقوق الولايات، ولكنها طورت حجته الموالية للعبودية في السياسة أيضًا. وبصفته عضوًا في الكونغرس، كان أول سياسي بارز نافس دستورية التعريفات الوقائية علنًا، مُدعيًا أن التعريفات غير عادلة وغير دستورية.

#### كوهنس ضد فرجينيا
في عام 1821، عمل عضو الكونغرس بربور محاميًا لولاية فرجينيا، لمناقشة مسألة ما إذا كان للمحكمة العليا اختصاص قضائي للحكم في قضية كوهنس ضد فرجينيا، إذ أُدين رجلان من بالتيمور لبيعهما تذاكر يانصيب قطاع كولومبيا في فرجينيا، وقد جادل بربور دون جدوى بأن المحكمة العليا لا تمتلك اختصاصًا قضائيًا يحكم على القضية، وذلك لأن قانون اليانصيب الذي يحظر بيع تذاكر اليانصيب الأجنبية لم يهدف أن يؤثر على ولاية فرجينيا، ولذلك، كان القانون قضية محلية لا قومية، لأن القانون لم يكن بحاجة إلى التأثير على جميع الولايات.

#### حزب التابعين لجاكسون الجمهوري الديمقراطي
أدى انتخاب أندرو جاكسون في عام 1828 إلى تشعب الحزب الجمهوري القديم إلى الجمهوريين الديمقراطيين الجاكسونيين والجمهوريين الوطنيين المعارضين. شكل جاكسون الحزب الديمقراطي على أساس المبادئ الجمهورية الديمقراطية القديمة، مثل استياء جفرسون من بنك هاملتون الوطني. دمر الرئيس جاكسون خلال فترتي ولايته البنكَ الثاني للولايات المتحدة، ودافع عن الحرية الفردية وحقوق الولايات، وكان مواليًا للعبودية.

### قاضي الولاية وفترة الولاية الثانية في الكونغرس
رفض بربور الترشح لإعادة انتخابه في عام 1824، ورفض عرضًا من توماس جفرسون ليصبح أستاذًا للقانون في جامعة فرجينيا في عام 1825. وبدلًا من ذلك، قبل تعيين فرجينيا التشريعي ليكون قاضيًا في المحكمة العامة في فرجينيا، وخدم فيها لمدة عامين.
عاد بربور في عام 1827 إلى منصبه في مجلس النواب باعتباره تابعًا لجاكسون، وكان خلال أول سنتين من فترة ولايته الثانية في مجلس النواب رئيسًا للجنة مجلس النواب الأمريكي المعنية بالقضاء.
أصبح بربور في عام 1829 واحدًا من أوائل الجمهوريين القدامى التابعين لجفرسون والذين انضموا إلى الديمقراطيين التابعين لجاكسون في معارضة البنك الوطني، وحارب لفضح البنك الثاني للولايات المتحدة باعتباره مؤسسة خاصة، إذ وُهب أموالًا اتحادية بينما كان يتنكر كمؤسسة حكومية.
وعلى الرغم من عدم صمود حملته المناهضة للبنك، فإن تأييد بربور لسيادة الدولة، وإغلاق البنك الوطني، وإضفاء الشرعية على العبودية في مناطق مقل ميزوري، أكسبته نقاطًا لدى الرئيس أندرو جاكسون.
أصبح بربور مندوبًا لمؤتمر فرجينيا الدستوري (1829 - 1830) بالتزامن مع عمله ممثلًا للولايات المتحدة في عام 1829، وانتُخب رئيسهم الثاني وفقًا لهذا المؤتمر بعد أن اضطر جيمس مونرو، أول رئيس للاتفاقية، إلى الانسحاب بسبب تدهور حالته الصحية في 8 ديسمبر.

## روابط خارجية
- فيليب بندلتون بربور على موقع الموسوعة البريطانية (الإنجليزية)
- فيليب بندلتون بربور على موقع إن إن دي بي (الإنجليزية)